# Fernando Bravo
Alberto Fernando Pochulu -más conocido como Fernando Bravo- (San Pedro, 20 de abril de 1944) es un reconocido presentador y locutor argentino.
Actualmente forma parte del staff de Radio Mitre donde conduce junto a su equipo “Bravo por Mitre” de 16 a 19 horas, de lunes a viernes.

## Biografía

### Comienzos profesionales
Creció y pasó su juventud en su San Pedro natal, donde dio los primeros pasos de su carrera participando en transmisiones locales de automovilismo.
Graduado del ISER, en 1969 comenzó su recorrido laboral en los medios como locutor en Radio Rivadavia, Radio Mitre, Radio Belgrano, Radio Del Plata y Radio Nacional. 
En marzo de 1969 tuvo su debut televisivo en La Campana de cristal en Canal 13.

## Hitos
- El 1º de mayo de 1980 condujo la inauguración oficial de las transmisiones en color de la estación estatal oficial ATC.
- Fue el locutor oficial del acto de campaña de Raúl Alfonsín, el 30 de septiembre de 1983 en el Estadio Arquitecto Ricardo Etcheverri.
- En cinco ocasiones (1992, 1993, 1994, 1996 y 1998) estuvo al frente de la gala de entrega de los Premios Martín Fierro, transmitidas todas por Telefe.[2]
- El 18 de julio de 2019 estuvo a cargo de la conducción del acto en conmemoración por los 25 años del Atentado a la AMIA.[3]

## Trayectoria

### Radio
Radio Belgrano
- La Gallina Verde

Radio Continental
- Alta Tensión
- Sábados, qué tal
- Revista 5
- Bravo. Continental[4][5][6]

Radio Splendid
- Alta Tensión

Radio El Mundo
- Un Mundo mejor
- Señoras y señores... El programa de Fernando Bravo

Radio Mitre
- La tarde del 80
- Bravo por Mitre

Radio Rivadavia
- Siempre Rivadavia
- Bravo es Rivadavia

Radio Argentina
- Todos hablan

Radio Del Plata
- Para todos
- Bienaventurados
- Bravo 1030[7][8]
- Te espero a la vuelta[9]
- Aquí estamos[10]
- ¿Qué te parece?[11]

Radio La Red
- Fernando Bravo y usted

### Televisión
Canal 13
- La Campana de cristal
- Alta Tensión, programa musical, el cual le dio el salto a la fama.
- Entre las sogas y el tango
- Dame tu mano
- Copa Libertadores
- Mundial México 70
- Video 13 Club
- Con ustedes...
- El Precio Justo
- Jeopardy!
- Vos elegís
- B*TV[12]

Canal 7
- El Mundo del Espectáculo
- Hoy cantan
- La muela del juicio
- Falta el título
- 60 Minutos
- Show Fantástico
- A Todo Color
- Calabromas
- Mesa de noticias
- Porque somos amigos
- Veinte mujeres

Canal 11
- Con ustedes...

Canal 9
- A cara limpia
- Sábado en familia
- El Precio Justo
- Fernando  con todos

Telefe
- Siglo XX Cambalache
- Fer Play

América TV
- América Noticias
- La Casa de América[13]

### Cine
- La película del rey (Carlos Sorín, 1986)

### Libros
- Bravo, Fernando (2010). Mi domicilio es el aire: 40 años de radio y televisión. Penguin Random House Grupo Editorial. ISBN 9789870416173.[14]

## Premios y reconocimientos
| Año  | Premios                          | Categoría                                 | Programa                              | Resultado |
| ---- | -------------------------------- | ----------------------------------------- | ------------------------------------- | --------- |
| 1991 | Premio Konex de Platino          | Conductor                                 | trayectoria en la última década       | ganador   |
| 1997 | Premios Martín Fierro            | Mejor labor conducción masculina en radio | Bravo 1030 (Radio Del Plata)          | ganador   |
| 2001 | Premio Konex Diploma al Mérito   | Conductor                                 | trayectoria en la última década       | ganador   |
| 2009 | Premios Martín Fierro            | Mejor labor conducción masculina en radio | Bravo.Continental (Radio Continental) | ganador   |
| 2010 | Premios Martín Fierro            | Mejor labor conducción masculina en radio | Bravo.Continental (Radio Continental) | nominado  |
| 2017 | Premio Konex - Diploma al Mérito | Radial                                    | trayectoria en la última década       | ganador   |

En noviembre de 2021 la Legislatura de la Ciudad Autónoma de Buenos Aires lo distinguió Personalidad Destacada de la Ciudad Autónoma de Buenos Aires en el ámbito de la cultura para «premiar esa voz que se volvió un ícono para la Ciudad. Fernando representa los valores que todos disfrutamos a través de su entrega y compromiso con la verdad».